# Attentat du Bayardo
 (septembre 2016).
Si vous disposez d'ouvrages ou d'articles de référence ou si vous connaissez des sites web de qualité traitant du thème abordé ici, merci de compléter l'article en donnant les références utiles à sa vérifiabilité et en les liant à la section « Notes et références ».
L'attentat du Bayardo eut lieu le 13 août 1975 à Belfast, en Irlande du Nord. Une unité de la brigade de Belfast de l’IRA provisoire, menée par Brendan McFarlane, lança une attaque à la bombe et au fusil sur le bar du Bayardo, situé rue d’Aberdeen, dans un quartier loyaliste de la ville. Il était fréquenté tant par des membres de l’Ulster Volunteer Force (UVF) que par des civils. L’attentat tua quatre personnes, dont un membre de l’UVF et trois civils.
Selon les journalistes Alan Murray et Peter Taylor, il s’agit d’une réponse à la tuerie du Miami Showband, où, une quinzaine de jours avant, le groupe républicain dublinois tomba dans une embuscade de l’UVF et vit trois de ses membres abattus.
McFarlane et deux de ses complices, Peter Hamilton et Seamus Clarke, furent condamnés à la prison à perpétuité.

## Contexte
En 1975, le conflit nord-irlandais durait depuis six ans. Le 10 février 1975, l’IRA et le gouvernement britannique avaient convenus d’un cessez-le-feu et entamé des négociations. L’IRA accepta de cesser les attaques sur les forces armées britanniques et ces dernières avaient mis fin à la plupart des raids et fouilles. Les extrémistes de chaque camps ne voulaient toutefois pas entendre parler de trêve et les forces de sécurité poursuivirent leurs infiltrations de l’IRA.
Les tueries continuèrent pendant le cessez-le-feu officiel. Les loyalistes, craignant que le gouvernement britannique les abandonne et les force à rejoindre une Irlande unifiée, intensifièrent leurs attaques sur la communauté catholique et nationaliste. Quelques unités de l’IRA s’attaquèrent à leur tour aux loyalistes. L’arrêt des opérations régulières causait toutefois d’importants problèmes de discipline interne et des membres de l’IRA, avec ou sans permission de leurs supérieurs, s’engagèrent dans des actions systématiques de réplique.

## L’attentat
Le mercredi 13 août 1975, le Bayardo était rempli de clients de tous âges. Peu avant l’heure de la fermeture, une Audi verte volée, conduite par Brendan McFarland avec Seamus Clarke et Peter Hamilton pour passagers, s’approcha du bar. Clarke et Hamilton descendirent et l’un d’eux ouvrit immédiatement le feu, tuant le portier William Gracey et son beau-frère Samuel Gunning. L’autre milicien entra dans le bar et jeta un sac contenant une bombe de cinq kilos. Puis, tous deux retournèrent à la voiture qui les attendait. Alors que les clients, paniqués, cherchaient à se mettre à l’abri, la bombe explosa et une partie du bâtiment s’effondra. Les corps de Joanne McDowell et de Hugh Harris, un membre de l’UVF, furent retrouvés sous les décombres. Linda Boyle fut retrouvée vivante mais mourut le 21 août de ses blessures. Plus de cinquante personnes furent blessées.
McFarlane et ses complices furent arrêtés à un barrage vingt minutes après l’explosion. Le fusil Armalite fut retrouvé dans la voiture, de même que des douilles et des empreintes digitales des trois fugitifs.
L’IRA ne revendiqua pas immédiatement l’attentat, puis finit par indiquer qu’il était motivé par la présence de membres de l’UVF qui se servait de ce bar comme point de rencontre pour planifier des attaques sur la communauté catholique. Il est effectivement situé au cœur d’un quartier à majorité protestante et le drapeau de l'Ulster était déployé au premier étage. Martin Dillon, journaliste nord-irlandais, affirme dans son ouvrage consacré aux Shankill Butchers que Lenny Murphy, chef de ce gang loyaliste, en était un client régulier.

## Représailles
Les loyalistes, au premier rang desquels l’UVF, répliquèrent par une série d’attaques contre les catholiques. Deux jours après l’attentat, une voiture piégée explosa sans annonce préalable sur Falls Road, blessant trente-cinq personnes. Le 22 août, l’UVF lança un attentat à la bombe et au fusil sur le McGleenan, un pub d’Armagh, selon un modus operandi similaire à celui du Bayardo. L’attaque fit trois morts et plusieurs blessés. Le même soir, une autre bombe détruisit un pub catholique près de Blackwatertown, mais sans faire de victimes.
L’IRA se livra également à des contre-représailles et le mois qui suivit l’attentat du Bayardo il y eut de nombreuses échauffourées. Gerry Adams et Brendan Hughes, alors incarcérés à Long Kesh, en furent grandement affectés, ce dernier déclarant que le sectarisme étaient en train de détruire la lutte républicaine.

## Condamnations
En mai 1976, Brendan McFarlane, Seamus Clarke et Peter Hamilton furent jugés par un tribunal Diplock, sans jury, et condamnés à la prison à perpétuité. À la prison de Maze où il purgeait sa peine, McFarlane devint rapidement officier commandeur des détenus membres de l’IRA et mena l’évasion de Maze en 1983, qui vit l’évasion de 38 détenus, dont lui-même et ses deux complices du Bayardo. Hamilton fut repris immédiatement tandis que McFarlane et Clarke vécurent trois ans en cavale.
McFarlane ne s’est jamais exprimé publiquement sur l’attentat et les chefs de l’IRA se sont contentés de déclarer qu’il s’agissait d’une attaque « purement sectaire ».
L’association Bayardo des anciens combattants de la Somme a fait ériger un mémorial sur ce qu’il reste du Bayardo, affichant les noms et photographies des cinq victimes décédées dans l’attentat.